# تومي إيفانز
تومي إيفانز (بالإنجليزية: Tommy Evans)‏ هو دراج أيرلندي، ولد في 27 مارس 1973 في Banbridge ‏ في المملكة المتحدة.

## وصلات خارجية
- تومي إيفانز على موقع أرشيف الدراجات (الإنجليزية)